# Nahirjanka
Nahirjanka (ukrainisch Нагірянка; russisch Нагорянка Nagorjanka, polnisch Nagórzanka) ist eine Siedlung im Süden der westukrainischen Oblast Ternopil mit etwa 2300 Einwohnern (2004).
Nahirjanka wurde 1785 gegründet und hat seit dem 13. Juli 2005 den Status einer Ansiedlung, vorher war Nahirjanka ein Dorf.
Mitten im Ort befindet sich mit dem um 1630 erbauten Schloss Jahilnyzja ein Architekturdenkmal von nationaler Bedeutung. Des Weiteren gibt es in Nahirjanka mehrere Kirchen sowie ein Taras-Schewtschenko-Denkmal von 1993.
Das Dorf Chomiakówka (ukrainisch Хом'яківка/Chomjakiwka) war bis 1945 eine selbstständige Gemeinde und wurde dann dem Gemeindegebiet angeschlossen.

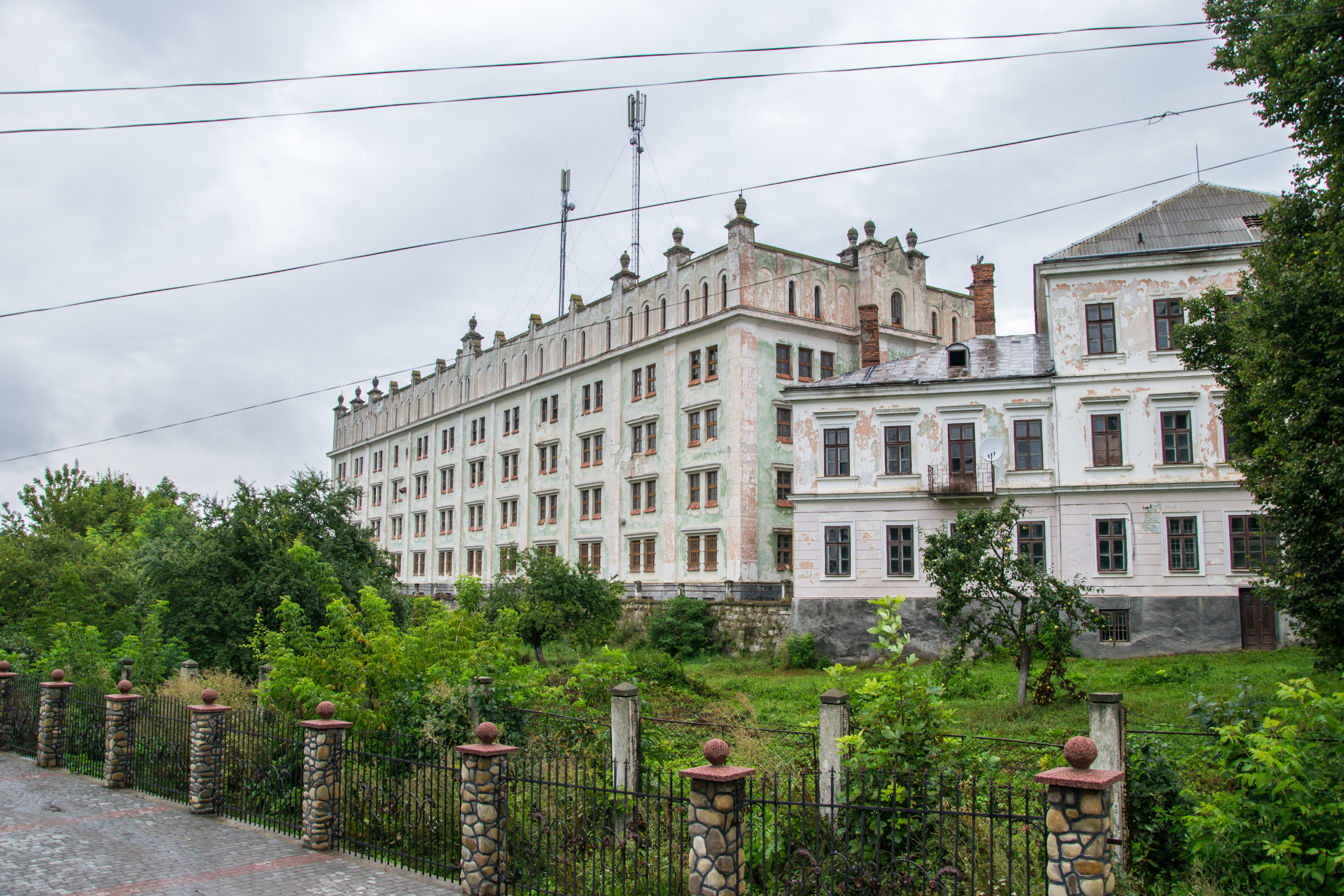
Palast im Dorf

## Geographie
Nahirjanka liegt am Ufer der Tscherkaska (ukrainisch Черкаска) sowie an der Fernstraße M 19 / E 85. Die Siedlung im Rajon Tschortkiw ist die einzige Ortschaft der gleichnamigen Gemeinde mit einer Fläche von 14,831 km², nördlich des Ortes schließt direkt ans Gemeindegebiet das Dorf Jahilnyzja an.
Nahirjanka liegt 13 km südöstlich vom Rajonzentrum Tschortkiw und 90 km südlich vom Oblastzentrum Ternopil.

## Verwaltungsgliederung
Am 12. Juni 2020 wurde die Ansiedlung zum Zentrum der neugegründeten Landgemeinde Nahirjanka (Нагірянська сільська громада Nahirjanska silska hromada). Zu dieser zählen noch die 11 in der untenstenden Tabelle aufgelisteten Dörfer, bis dahin bildete sie die Landratsgemeinde Nahirjanka (Нагірянська сільська рада/Nahirjanska silska rada) im Süden des Rajons Tschortkiw.
Folgende Orte sind neben dem Hauptort Nahirjanka Teil der Gemeinde:
| Name                     | Name            | Name                                 | Name             | Name |
| ukrainisch transkribiert | ukrainisch      | russisch                             | polnisch         |      |
| ------------------------ | --------------- | ------------------------------------ | ---------------- | ---- |
| Dolyna                   | Долина          | Долина (Dolina)                      | Dolina           |      |
| Jahilnyzja               | Ягільниця       | Ягельница (Jagelniza)                | Jagielnica       |      |
| Kapustynzi               | Капустинці      | Капустинцы (Kapustinzy)              | Kapuścińce       |      |
| Muchawka                 | Мухавка         | Мухавка                              | Muchawka         |      |
| Myliwzi                  | Милівці         | Миловцы (Milowzy)                    | Milowce          |      |
| Sabolotiwka              | Заболотівка     | Заболотовка (Sabolotowka)            | Zabłotówka       |      |
| Schulhaniwka             | Шульганівка     | Шульгановка (Schulganowka)           | Szulhanówka      |      |
| Sossuliwka               | Сосулівка       | Сосулевка (Sossulewka)               | Sosolówka        |      |
| Stara Jahilnyzja         | Стара Ягільниця | Старая Ягельница (Staraja Jagelniza) | Jagielnica Stara |      |
| Tscherkawschtschyna      | Черкавщина      | Черкавщина (Tscherkawschtschina)     | Czerkawszczyzna  |      |
| Ulaschkiwzi              | Улашківці       | Улашковцы (Ulaschkowzy)              | Ułaszkowce       |      |

## Söhne und Töchter der Ortschaft
- Oleh Barna (1967–2023), Pädagoge und Politiker